# إصلاح ستوليبين

كانت إصلاحات ستوليبين الزراعية سلسلة من التغييرات في القطاع الزراعي في الإمبراطورية الروسية التي تم وضعها خلال فترة ولاية رئيس الوزراء بيوتر ستوليبين. استندت معظم هذه الإصلاحات إلى توصيات من لجنة عُرِفت باسم «المؤتمر الخاص باحتياجات الصناعة الزراعية»، الذي عُقد في روسيا بين عامي 1901 و 1903 في عهد وزير المالية سيرجي ويت.

## الإصلاحات الزراعية
هدفت الإصلاحات إلى تحويل الشكل التقليدي أبشينيا في الزراعة الروسية والذي يحمل بعض أوجه التشابه مع نظام الحقول المفتوحة في بريطانيا. كان الأقنان الذين تم تحريرهم من خلال إصلاح التحرر عام 1861 يفتقرون إلى القدرة المالية على مغادرة أراضيهم الجديدة لأنهم مدينون بالمال للدولة لفترات تصل إلى 49 عامًا. تضمنت العيوب المتصورة لنظام أبشينيا الملكية الجماعية وحصص الأراضي المتناثرة على أساس حجم الأسرة ومستوى كبير من السيطرة من قبل كبار العائلة. كما سعى ستوليبين وهو محافظ قوي إلى القضاء على نظام الكوميونات - المعروف باسم «مير» وتقليل التطرف بين الفلاحين، وبالتالي منع المزيد من الاضطرابات السياسية مثل تلك التي حدثت خلال ثورة 1905. اعتقد ستوليبين أن ربط الفلاحين بممتلكاتهم من الأراضي الخاصة من شأنه أن يجعل منهم مزارعين محافظين سياسيًا وذوي عقلية ربحية مثل أولئك الذين يعيشون في أجزاء من أوروبا الغربية. أشار ستوليبين إلى برامجه على أنها «رهان على القوي والرصين».
بدأت الإصلاحات مع تقديم الحق غير المشروط لملكية الأراضي الفردية (Ukase الصادر في 9 نوفمبر 1906). ألغت إصلاحات ستوليبين نظام أبشينيا واستبدلت به شكل موجه نحو الرأسمالية يسلط الضوء على الملكية الخاصة والمزارع الحديثة الموحدة المصممة لجعل الفلاحين محافظين بدلاً من راديكاليين.
قدمت الإصلاحات ما يلي:
- تطوير الزراعة الفردية على نطاق واسع (خوتور)
- إدخال التعاونيات الزراعية
- تطوير التعليم الزراعي
- نشر الأساليب الجديدة لتطوير الأراضي
- خطوط ائتمان مصرفي ميسورة للفلاحين

نفذت الدولة إصلاحات ستوليبين الزراعية في حملة شاملة من عام 1906 حتى عام 1914. لم يكن هذا نظام اقتصاد مخطط مركزيا مثل ذلك الموجود في الاتحاد السوفيتي في عشرينيات القرن الماضي، بل كان استمرارًا لبرنامج رأسمالية الدولة المعدل الذي بدأ في عهد سيرجي ويت. لم يختلف برنامج ستوليبين عن إصلاحات ويت في الدفع السريع حيث كانت سمة موجودة أيضًا في إصلاحات ويت، بل إن إصلاحات ستوليبين كانت للقطاع الزراعي وتضمنت تحسينات في حقوق الأفراد على مستوى واسع وكان لديها دعم الشرطة أيضا. أرست هذه الإصلاحات الأساس لنظام زراعي قائم على السوق للفلاحين الروس.
كان من بين الوزراء الرئيسيين المشاركين في تنفيذ إصلاحات ستوليبين الزراعية ستوليبين نفسه وزيرًا للداخلية ورئيسًا للوزراء وألكسندر كريفوشين وزيرًا للزراعة وممتلكات الدولة وفلاديمير كوكوفتسوف وزيرًا للمالية وخليفة ستوليبين كرئيس للوزراء.
عكس البرنامج الزراعي السوفيتي في عشرينيات القرن الماضي إصلاحات ستوليبين. استولت الدولة على الأراضي المملوكة للفلاحين ونقلتهم إلى المزارع الجماعية.

## الاستعمار
زادت الهجرة إلى سيبيريا نتيجة لتوسع السكك الحديدية العابرة لسيبيريا وخطوط السكك الحديدية الأخرى شرق جبال الأورال وبحر قزوين. قدر طومسون أنه قد هاجر أكثر من 10 ملايين شخص بحرية من غرب روسيا إلى مناطق شرق جبال الأورال بين عامي 1890 و 1914.
وقد شجعت على ذلك لجنة السكك الحديدية العابرة لسيبيريا والتي كان يرأسها شخصيًا نيقولا الثاني إمبراطور روسيا. تضمنت إصلاحات ستوليبين الزراعية مزايا إعادة التوطين للفلاحين الذين انتقلوا إلى سيبيريا. تم إنشاء قسم الهجرة في عام 1906 في وزارة الزراعة. نظمت إعادة التوطين وساعدت المستوطنين خلال سنواتهم الأولى في المستوطنات الجديدة. حصل المستوطنون على 16.5 هكتار من الأرض للرجل. وبلغت المساحة الإجمالية المخصصة 21 مليون هكتار. حصل المهاجرون على دعم حكومي صغير وإعفاء من بعض الضرائب ومشورة من وكالات الدولة التي تم تطويرها خصيصًا للمساعدة في إعادة توطين الفلاحين.
بفضل جزئيً لهذه المبادرات تم نقل ما يقرب من 2.8 مليون من أصل 10 ملايين مهاجر إلى سيبيريا بين عامي 1908 و 1913. وقد أدى هذا إلى زيادة عدد سكان المناطق الواقعة شرق جبال الأورال بمقدار 2.5 مرة قبل اندلاع الحرب العالمية الأولى.

## المبادرات التعاونية
تم تطوير عدد من الأنواع الجديدة من الجمعيات التعاونية كجزء من إصلاحات ستوليبين الزراعية، بما في ذلك التعاون المالي والائتماني والتعاون الإنتاجي وتعاون المستهلكين. تم لاحقًا دمج العديد من عناصر برامج ستوليبين للتعاون والمساعدة في البرامج الزراعية المبكرة للاتحاد السوفيتي مما يعكس التأثير الدائم لستوليبين.